# Welahan Wetan
Welahan Wetan is een bestuurslaag in het regentschap Cilacap van de provincie Midden-Java, Indonesië. Welahan Wetan telt 5987 inwoners (volkstelling 2010).